# Alberto Hazan
Alberto Hazan (Beirut, 19 maggio 1942) è un imprenditore italiano ed editore radiotelevisivo.

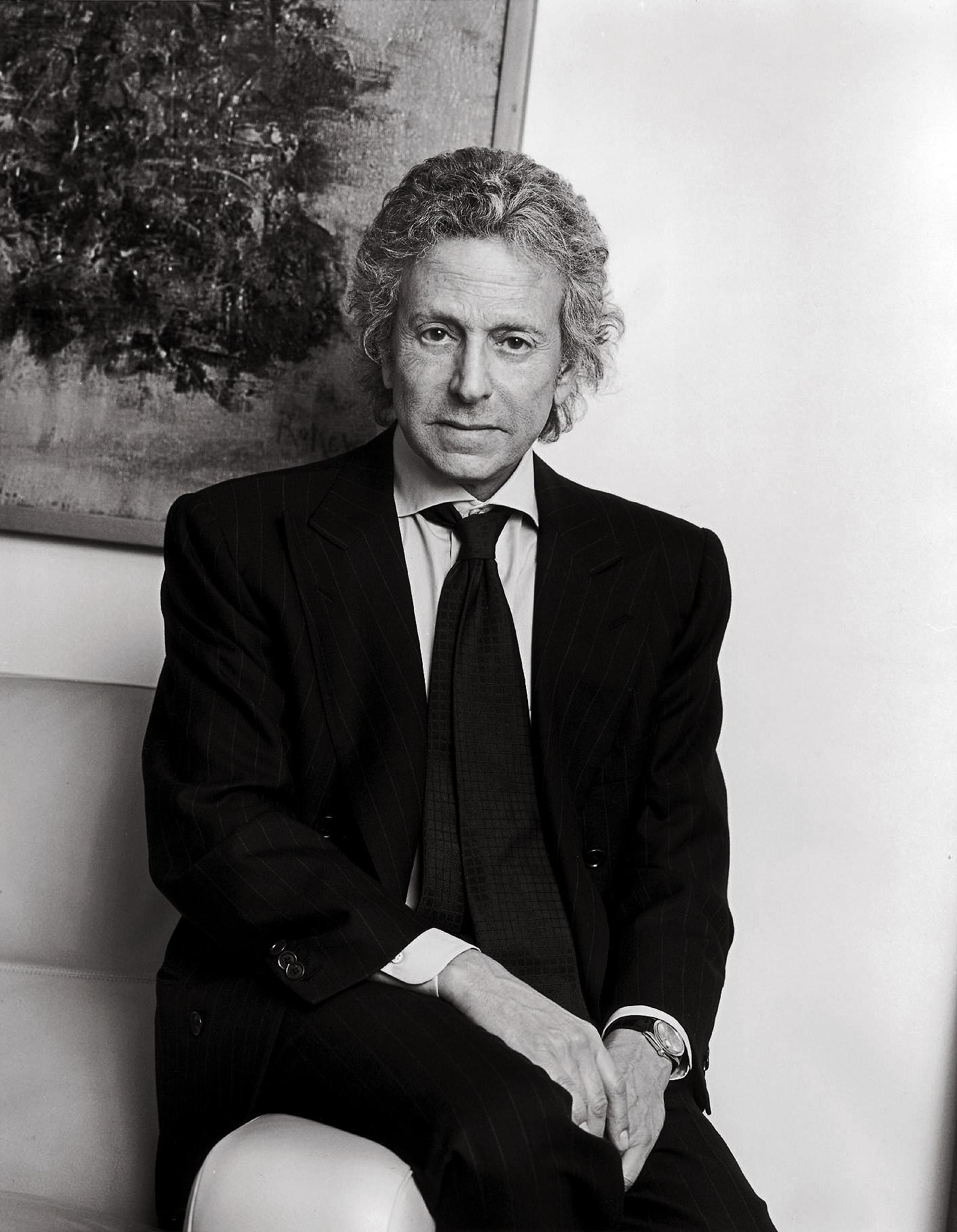
Alberto Hazan

È stato il fondatore, azionista di maggioranza e socio di riferimento del Gruppo Finelco SPA, holding delle società che gestivano le emittenti radiofoniche Radio 105, Radio Monte Carlo e Virgin Radio, della società NCP Ricerche srl, con partecipazioni nelle società RMC2 srl, Radio 105 Classics srl e in altre società operanti nel settore delle infrastrutture e dei servizi radiofonici.
Nell'ambito della radiofonia, sin dagli anni '70 credette nelle enormi potenzialità comunicative e commerciali delle cosiddette Radio libere esponendosi in prima persona per affermare la cosiddetta libertà d'antenna  prevista dall'articolo 21 della Costituzione italiana.

## Biografia
L'interesse per la radio si manifesta fin dall'età di 6 anni quando il padre gli regalò una piccola radio Emerson con cui inizia ad ascoltare per ore le trasmissioni delle emittenti italiane e straniere che era possibile ricevere a Milano all'epoca. Successivamente, un suo zio residente in Giappone gli regalò un modello di radio portatile a transistor prodotto dalla Sony: da quel momento tale apparecchio divenne un compagno inseparabile.
Fin da subito Alberto Hazan sviluppò un interesse per la radio come un "addetto ai lavori": il suo interesse non si limitò all'ascolto e ai contenuti verbali trasmessi, ma anche alle modalità di realizzazione dei programmi, sia dal punto di vista artistico che tecnico. Da questa passione scaturì la sua prima esperienza imprenditoriale: negli anni '70 fondò Audiola, una società specializzata nel settore hi-fi, radio ed autoradio, in seguito confluita nella Majestic (entrambi i marchi furono acquisiti succssivamente dalla New Majestic). Questa iniziativa imprenditoriale gli permise di continuare ad ascoltare le emittenti radiofoniche indipendentemente dal luogo e anche durante gli spostamenti.

### La nascita di Radio Studio 105
La principale aspirazione di Alberto Hazan era la creazione di contenuti radiofonici. Un momento significativo si verificò nel 1975: durante le festività pasquali, periodo in cui la RAI tradizionalmente trasmetteva opere, concerti e musica classica, Hazan, alla ricerca di frequenze alternative, sintonizzò casualmente Radio Milano International. Fu colpito dalla programmazione musicale e dallo stile di conduzione dei dj a tal punto che pochi giorni dopo si recò ad incontrare Angelo Borra, uno dei fondatori dell'emittente. Il 16 febbraio 1976, Hazan fondò a Milano, insieme al fratello Edoardo ed altri amici (all'epoca ancora studenti), Radio Studio 105, attualmente nota come Radio 105 Network.
Nata in un monolocale in zona Lorenteggio, Radio 105 si distinse rapidamente tra le prime emittenti private per il suo stile originale e per la sua gestione aziendale: dopo una fase iniziale di carattere pionieristico, l'entusiasmo iniziale del gruppo fondatore si affivolì di fronte alla necessità di garantire una programmazione continuativa sulle 24 ore implicando un notevole impegno sia a livello personale che economico. Di fronte alla scelta se interrompere o proseguire, i fratelli Hazan decisero di continuare strutturando la radio in modo professionale e con un approccio creativo, ingaggiando i migliori dj in circolazione, tra cui Max Venegoni e Alex Peroni. Si formarono i primi tecnici specializzati nella produzione e, in breve tempo, anche grazie alla direzione artistica di Loredana Rancati, Radio Studio 105 divenne l'emittente privata più ascoltata di Milano.

### L'ascesa di 105 a primo network nazionale
Lo stile brioso e informale, ispirato alla serie televisiva Happy Days all'epoca popolare in Italia, e una gestione mirata dell'immagine attraverso campagne pubblicitarie efficaci, permisero a Radio 105 di ottenere rapidamente l'attenzione del pubblico milanese. Alberto Hazan riconobbe la limitatezza dei proventi pubblicitari locali per una crescita significativa e intraprese la via dell'espansione della copertura a nuove aree e province, raggiungendo in breve tempo l'intera regione Lombardia, un bacino che si rivelò strategico per incrementare la raccolta pubblicitaria e attrarre investitori nazionali. 
Nel 1978 fu attivato sul Monte Penice il primo impianto di trasmissione con una portata superiore all'ambito locale, segnando l'evoluzione di Radio Studio 105 da emittente regionale a prima emittente privata italiana ascoltata su tutto il territorio nazionale nel 1982. Questo sviluppo fu favorito anche da accordi di affiliazione che consentirono a numerose radio locali, interessate dal successo dell'emittente, di poter trasmettere i medesimi programmi. La crescita ovviamente fu il risultato del contributo dei numerosi conduttori e collaboratori, tra cui Gianni Riso, Claudio Cecchetto e Federico L'Olandese Volante. Contemporaneamente, si formò la prima generazione di registi e tecnici audio professionisti reclutati tra gli ascoltatori e gli appassionati di elettronica che chiedevano di poter visitare gli studi dell'emittente. Le strategie artistiche e gestionali di Alberto Hazan e dei suoi collaboratori, unitamente alle azioni legali intraprese e vinte dall'editore negli anni Settanta e Ottanta per contrastare tentativi di boicottaggio e affermare il concetto di radio nazionale privata e indipendente, contribuirono a tale evoluzione.
La rapida crescita, sostenuta dall'interesse degli ascoltatori verso lo stile originale, fece di Radio 105 un fenomeno di costume suscitando l'interesse anche di grandi aziende nazionali. Hazan decise di fondare la propria concessionaria di pubblicità: dopo una fase iniziale di gestione in concessione alla PubliEpi delle Edizioni San Paolo, nel 1981 nacque "Rete 105" (poi denominata "99 Pubblicità"), la prima concessionaria di pubblicità nazionale per le radio private, inizialmente con sede a Milano e un organico di cinque venditori, poco tempo dopo aprirà altre filiali a Roma, Torino e Bologna. Tra i primi investitori figurava la Coca Cola che, attraverso la sua agenzia McCann Erickson, stipulò una partnership di oltre 15 anni integrando la pubblicità tradizionale con altre iniziative promozionali, come eventi dal vivo con dj e cantanti nelle più importanti discoteche d'Italia.
Negli anni successivi, Radio 105 continuò la sua espansione e consolidò la sua leadership negli ascolti grazie a una programmazione orientata ai gusti del pubblico, alla creazione di autentici di programmi radiofonici di successo e a strategie pubblicitarie e di marketing innovative. Nel 1996 Hazan fondò la NCP Ricerche, un istituto di ricerca interno al Gruppo Finelco, attivo nelle indagini di mercato per supportare le decisioni strategiche del management aziendale relative alle emittenti. 

### L'introduzione del sistema Rds
Da ascoltatore appassionato, Alberto Hazan era consapevole che la frammentazione delle frequenze costituiva un ostacolo alla crescita e alla fidelizzazione dell'audience. Durante il periodo di espansione delle cosiddette radio libere, si verificò una proliferazione di nuove stazioni che occupavano autonomamente porzioni di spazio nell'etere. Nel suo percorso di crescita, anche Radio 105 dovette ricercare nuove frequenze o acquisire quelle disponibili sul mercato: tale situazione costringeva gli ascoltatori in movimento a sintonizzare manualmente l'autoradio sulla stazione desiderata all'interno del territorio. 
Nella prima metà degli anni '80, in Germania nell'ambito dell'Unione Europea di Radiodiffusione, iniziarono le prove del sistema Radio Data System, tecnologia che ancora oggi permette la localizzazione automatica delle stazioni radio in movimento. In qeusto modo, Hazan pose le basi per un'altra partnership innovativa per l'epoca. Nel 1985, Radio 105, all'epoca unica emittente con copertura nazionale, fu scelta dall'azienda tedesca Grundig per la sperimentazione sul territorio italiano del nuovo standard di radiodiffusione, standard che permetteva, tra l'altro, di trasmettere piccole quantità di dati usando la modulazione FM, consentendo ad esempio, di visualizzare il nome della stazione radio sul display dell'apparecchio. 

## L'impegno sindacale per il settore radiofonico
Nonostante il significativo riscontro di pubblico, la crescita della radiofonia privata in quegli anni si verificò in un vuoto normativo che rese complessa l'attività imprenditoriale per gli editori disposti a investire ingenti risorse nello sviluppo delle proprie emittenti, superando la fase basata sul volontariato e passare a una struttura aziendale con personale retribuito.
Per tutelare il settore e sollecitare un intervento legislativo nazionale per regolamentare la situazione di deregolamentazione esistente, nel 1983 Alberto Hazan, insieme a Paolo Vigevano di Radio Radicale, fondò l'associazione Radio Nazionali Associate, la prima associazione di emittenti radiofoniche private, attualmente considerata la più rappresentativa del settore.

## Le battaglie per la "libertà d'antenna"
Alberto Hazan è riconosciuto come un sostenitore della cosiddetta "libertà d'antenna" e della tutela dei diritti degli editori. La crescita del mercato radiofonico italiano avviene per anni tra difficoltà non solo economiche: l'assenza di una legislazione specifica e aggiornata per regolamentare un settore in rapida evoluzione creò un contesto di incertezza normativa per l'occupazione dell'occupazione dell'etere da parte delle emittenti locali. Le stazioni radiofoniche si trovarono quindi a competere e nello stesso tempo a difendersi dalle azioni legali intraprese da concorrenti, istituzioni del settore o dalla stessa Rai. 
Il crescente successo di Radio Studio 105 portò a controversie: nel 1988 l'emittente subì la chiusura del proprio impianto principale di trasmissione. Le trasmissioni, però, proseguirono; Radio Studio 105 affrontò una lunga vertenza giudiziaria, caratterizzata dalla tenacia di Alberto Hazan, sostenitore della libertà di informazione e di antenna garantita dalla Costituzione. La Corte suprema di cassazione risolse la disputa con la sentenza del 14 luglio 1988: annullò definitivamente ogni provvedimento sancendo la legittimità delle trasmissioni radiofoniche e televisive in rete interconnessa in tutto il territorio nazionale. Grazie a questa pronuncia si concretizzò la liberalizzazione delle trasmissioni in diretta sull'intero territorio nazionale. Il risultato ottenuto da Radio Studio 105 anticipò di due anni l'assetto normativo del settore, poi definito con la Legge Mammì del 6 agosto 1990 n. 223. All'entrata in vigore, tale legge di fatto registrò la situazione esistente del mercato radiotelevisivo; oltre alle emittenti pubbliche, trasmettevano su scala nazionale le emittenti del Gruppo Finelco di Alberto Hazan: Radio 105, Radio Monte Carlo e Radio 105 Classics.

## Il rilancio di Radio Monte Carlo
Il successo di Radio 105 proseguì, l'eco delle sue iniziative imprenditoriali si estese al vicino Principato di Monaco, all'epoca proprietario, attraverso una società controllata, della storica Radio Monte Carlo. A partire dalla metà degli anni '60, l'emittente monegasca trasmetteva anche un canale in lingua italiana che aveva riscosso un notevole successo tra gli ascoltatori ma che, nel tempo, aveva registrato una progressiva diminuzione degli ascolti, in parte dovuta al fatto che trasmetteva ancora in onde medie (OM) mentre in Italia il mercato radiofonico commerciale stava crescendo in FM. Quando i dirigenti monegaschi proposero ad Hazan, ascoltatore di RMC, di rilevare l'emittente, egli accettò nonostante i rischi finanziari dell'operazione e l'opposizione dei dipendenti della radio che minacciarono lo sciopero. Nel 1987, Hazan acquisì la concessione di Radio Monte Carlo per le trasmissioni sul territorio italiano, dando origine a Radio Monte Carlo Network, che da allora detiene i diritti del marchio RMC Italia. In breve tempo l'emittente una delle prime radio private italiane a trasmettere in onde medie, FM e via satellite, aderendo inoltre all'Eurovisione, alla pari delle radio Rai.
Su richiesta del Principe Ranieri III di Monaco, Hazan intraprese un rinnovamento artistico e musicale volto al riposizionamento dell'emittente, contribuendo a rafforzare l'identità di una radio autorevole ed elegante in sintonia con il profilo del Principato. In tale contesto, nacque lo slogan "È chic e non impegna", che caratterizzò le campagne pubblicitarie di RMC per i decenni successivi. Per Radio Monte Carlo iniziò una fase di ripresa che seguì di pari passo il progressivo potenziamento delle frequenze in FM alla costante ricerca della migliore qualità del suono. Oltre a uno stile musicale definito dallo slogan "Musica di Gran Classe", l'emittente si caratterizzò per l'intrattenimento, vivace e talvolta anticonvenzionale, e per la qualità dell'informazione.
Se negli anni '70 l'informazione era fornita in collaborazione con il Corriere della Sera, nell'aprile 1994 fu inaugurata a Milano una nuova redazione giornalistica, destinata alla realizzazione di 12 notiziari quotidiani, oltre a rubriche e programmi di approfondimento. Nel frattempo, proseguì il rinnovamento dei conduttori. A voci consolidate come Luisella Berrino, Maurizio di Maggio, Andrea Munari e Patrizia Farchetto, Hazan e i suoi collaboratori affiancarono una squadra che per anni rimase saldamente al microfono: Fausto Terenzi e Leone di Lernia, Paolo Dini e Lester, Max Venegoni e Monica Sala, Andrea Munari e Leopardo.
Dimostrando attenzione verso le nuove tendenze musicali, nel 1988 Hazan lanciò un programma serale innovativo e non convenzionale intitolato "New Age and New Sound", ispirato all'omonimo genere musicale nato in California, la cui principale etichetta discografica era la Windam Hill di San Francisco. Questo programma permise al pubblico radiofonico italiano di scoprire artisti allora poco noti come Pat Metheny, Tuck & Patti, Andreas Vollenweider, Kenny G, Enya, Deep Forest, Yanni. Il primo dj a presentare il nuovo programma fu Nick the Nightfly, un cantante corista scozzese scoperto per caso in uno studio di registrazione, che al suo esordio in radio ebbe un notevole successo duraturo. Oltre a lui, si alternano per diversi anni la dj statunitense Johnny Angel e, in tempi più recenti, Kay Rush. Il programma cambiò nome in seguito in "Monte Carlo Nights", ampliando gli ambiti musicali sino alla musica lounge e chill out, nu disco e nu Jazz e continua ad essere condotto da Nick the Nightfly. I dati Audiradio evidenziarono la riaffermazione di Radio Monte Carlo con un incremento degli ascoltatori da 996 000 nel 1988 a oltre 2 500 000 nei primi anni del 2000. Questi furono anni di crescita per l'emittente monegasca, che divenne il punto di riferimento per il mercato editoriale e pubblicitario e per le istituzioni italiane: il 18 marzo 2000, il Presidente emerito della Repubblica Italiana Francesco Cossiga visitò gli studi monegaschi di Radio Monte Carlo.

## L'esperienza di Radio 105 Classics
Nel suo piano di sviluppo editoriale, Hazan perseguì due obiettivi strategici: ampliare il numero di ascoltatori su scala nazionale e parallelamente diversificare i target di pubblico, così da offrire agli investitori pubblicitari la possibilità di pianificare campagne mirate. È in quest'ottica che, dopo aver consolidato il successo di Radio Studio 105 e aver rilanciato Radio Monte Carlo, nel 1989 decide di impegnarsi in una nuova iniziativa: trasformò l'esistente Radio Cosmo e fondò, insieme a Gianluca Costella, 105 Classics, una delle prime reti nazionali italiane dedicate alla programmazione musicale prevalentemente degli anni '60 e '70.
L'iniziativa ottenne un riscontro positivo, raggiungendo un segmento di pubblico specifico per età e interesse musicale: l'emittente pur avendo una copertura territoriale limitata alle principali città italiane (Milano, Torino, Genova, Roma e Napoli) registrò una crescita degli ascoltatori e del suo appeal commerciale. Nel 1997 le strade di Hazan e Costella (all'epoca direttore generale del progetto) si separarono, l'emittente cambiò nome in Radio 105 Classics e la sua diffusione fu limitata al territorio lombardo, con una programmazione incentrata su classici musicali e informazione locale dedicata alla città di Milano e alla Lombardia, fino al passaggio al digitale.

## Le sfide internazionali
Alberto Hazan manifestò un precoce interesse per i fenomeni culturali esteri e per i viaggi. Questa predisposizione internazionale gli permise di identificare novità e tendenze emergenti a livello globale e di introdurle nel mercato italiano. La sua esperienza e reputazione nel settore radiofonico facilitarono le collaborazioni internazionali, come nel caso dell'acquisizione di Radio Monte Carlo. Nel 1983, ottenne dalle autorità tedesche una concessione radiofonica per un'emittente operante nella regione industriale del Baden-Württemberg e nella città di Stoccarda, un'area con un bacino di utenza di oltre 11.000.000 di abitanti. Tale concessione fu successivamente abbandonata per le difficoltà e gli ostacoli riscontrati con le autorità e i media locali tedeschi.
Nel 1990 il Gruppo ottenne dalle autorità russe di San Pietroburgo la concessione per aprire una stazione in FM nelle 11 principali città della ex-Unione Sovietica: l'obiettivo era di interconnettere le emittenti ma alla fine questa concessione non fu concretizzata per l'impossibilità di comunicare con le autorità russe.
Nel 1995 fondò con l'imprenditore svizzero Giuseppe Scaglione, di Radio 105 Swiss, la prima emittente privata nazionale svizzera via cavo. Nel 1998, Hazan inaugurò nuove sedi di Radio 105 a Miami e New York, rendendo Radio 105 una delle prime radio private italiane ad operare al di fuori dei confini nazionali.
La prima trasmissione da New York avvenne il 22 maggio 1999 dagli studi radiofonici situati all'interno della sede di Sony, sopra l'Harley Davidson Café, con Marco Mazzoli e Camila Raznovich. Il programma, della durata di due ore, veniva trasmesso dal lunedì al venerdì alle ore 12:00, ora locale di New York (le 18:00 in Italia), con lo slogan "Accendi Radio 105 e sei in America". Gli ascoltatori occasionali di passaggio ebbero la possibilità di partecipare alle trasmissioni in diretta. L'espansione di Radio 105 negli Stati Uniti rappresentò un evento mediatico e culturale, catalizzando l'attenzione dei media e al contempo suggerendo iniziative promozionali per l'emittente, come la creazione di gadget quali la mappa topografica della città destinata ai turisti italiani e una serie di adesivi raffiguranti francobolli celebrativi.

### La nascita di RMC2
Sulla base del riscontro di pubblico ottenuto con "Monte Carlo Nights" e della crescente diffusione dei nuovi generi musicali promossi dal programma, nel 2005 Alberto Hazan lanciò una nuova emittente radiofonica, la RMC2, focalizzata sull'esplorazione dei generi musicali lounge, nu-jazz, chill out, nu soul, house e deep house e pop più sofisticato. In breve tempo, la nuova emittente si diffuse in diverse regioni italiane, distinguendosi per l'originalità e l'eleganza della selezione musicale nel panorama FM italiano. Anche la versione digitale dell'emittente, tra i primi canali ad essere lanciati sulla piattaforma web del gruppo, ottenne rapidamente ampia diffusione. 

### L'exploit di Virgin Radio

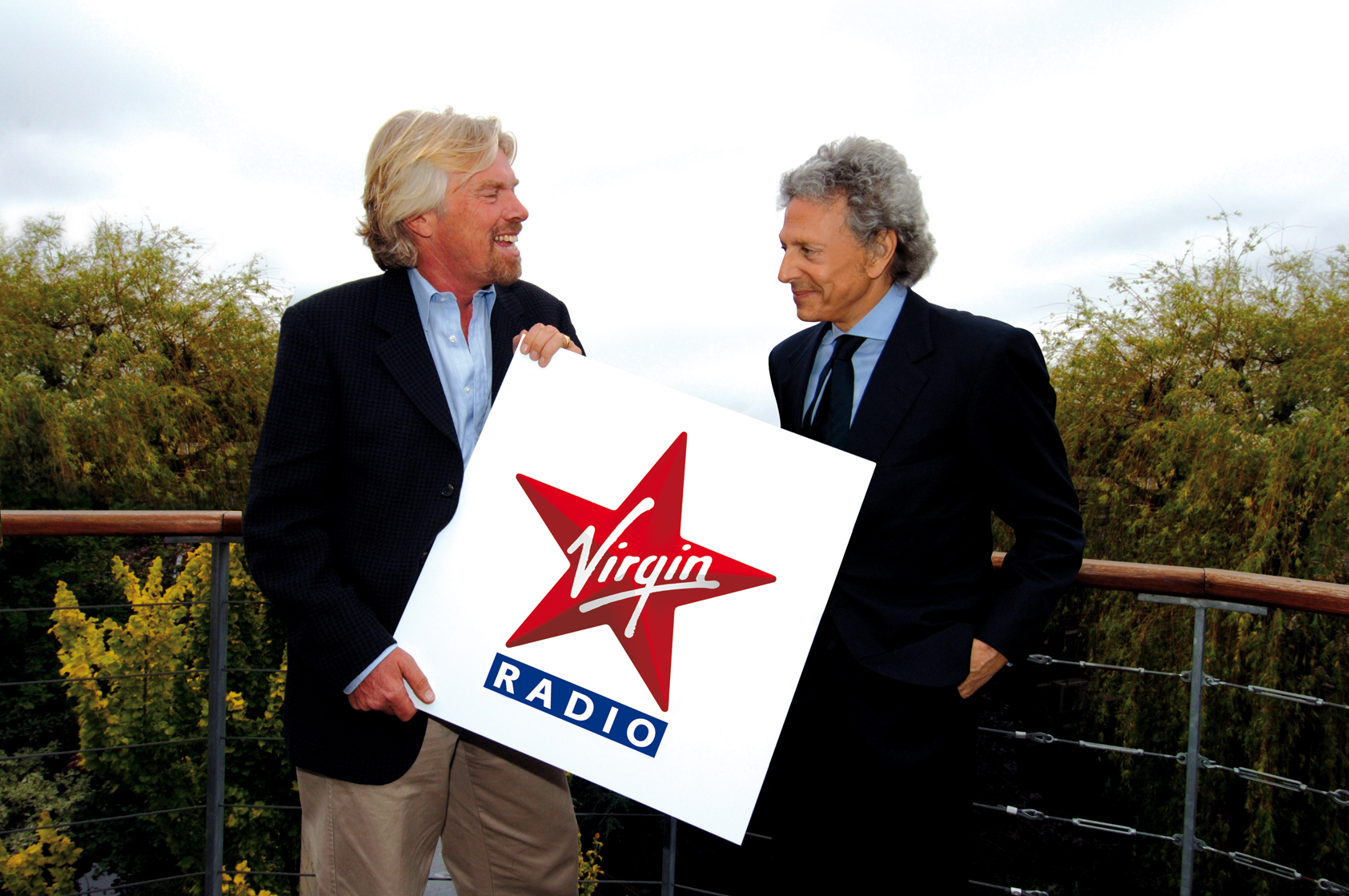
Alberto Hazan e Richard Branson

Nel 2007, a Londra, Alberto Hazan firmò un accordo con Richard Branson, imprenditore britannico noto negli anni '80 per un progetto di radio pan-europea con sede prevista sulle coste della Manica: da tale accordo nacque Virgin Radio, un'emittente radiofonica nazionale che, contrariamente alle previsioni iniziali, ottenne un significativo riscontro di pubblico raggiungendo circa 2 000 000 di ascoltatori al giorno dopo soli 11 mesi dal lancio. Diversamente dalle emittenti rock tradizionali, lo stile di Virgin Radio si orientò verso la musica rock definita "Style Rock", che divenne il payoff delle campagne pubblicitarie e dei jingle dell'emittente: il successo di Virgin Radio fu tale che diverse personalità, tra cui lo stesso Richard Branson e Lapo Elkann, parteciparono come testimonial delle campagne pubblicitarie.

## Le esperienze televisive
Nell'ottobre del 2009 il Gruppo Finelco fondò Sing Sing Television, una casa di produzione che si rivelò subito un centro di ideazione e sviluppo di talenti. La sua struttura creativa portò in breve tempo alla realizzazione delle web TV del Gruppo, accessibili attraverso i siti internet delle emittenti Radio 105, RMC Tv e Virgin Radio Tv, a cui seguirono immediatamente Top 40 Tv e Legend TV. Forte dell'esperienza positiva acquisita nella sperimentazione del linguaggio televisivo, il Gruppo Finelco intraprese la realizzazione di un vero e proprio canale televisivo: il 26 novembre 2010, grazie ad un nuovo accordo tra Richard Branson e Alberto Hazan, fu lanciata sul digitale terrestre Virgin Radio Television, la prima emittente televisiva del Gruppo, diffusa in chiaro in tutto il territorio nazionale. L'intera programmazione di Virgin Radio Television era prodotta internamente, in studi appositamente realizzati e con personale specializzato. 

## Gli investimenti nel web
Parallelamente all'espansione della rete di ripetitori e frequenze in FM, Hazan dimostrò il suo costante interesse per le nuove frontiere tecnologiche: mentre i principali operatori del mercato radiofonico nazionale valutavano sul futuro del Digital Audio Broadcasting (DAB), il Gruppo Finelco scelse di diversificare gli investimenti, puntando sulla tecnologia di trasmissione emergente e dedicando risorse significative anche al web. Nei primi anni 2000 nacquero i primi siti web delle emittenti del gruppo che, oltre a fornire informazioni sui programmi e sui conduttori in onda, proposero contenuti informativi specifici per i diversi segmenti di pubblico. Incuriosito dal fenomeno emergente delle web radio, Hazan riconobbe la strategicità di presidiare in modo più deciso tale mercato: nel 2008 nacque il portale Unitedradio.it che aggregava le 30 webradio tematiche del Gruppo e che, già nell'ottobre del 2009, raggiunse oltre 2 500 000 ascoltatori mensili, con l'obiettivo di intercettare il pubblico più giovane che iniziava a spostarsi dal sistema FM alla rete internet.

## La cessione a Mediaset
Tra gli anni '90 e i primi anni 2000, il gruppo registrò una crescita costante in termini di ascolti e fatturato pubblicitario, creando nel mercato editoriale i presupposti per diventare in breve il principale polo radiofonico privato italiano. Hazan esplorò nuove partnership editoriali per rafforzare ulteriormente le proprie radio. La prima opportunità si presentò nel 2007: RCS Mediagroup acquisì una quota di minoranza nella compagine sociale e Hazan, attraverso il suo Gruppo Finelco, acquisì la maggioranza delle azioni dell'emittente di RCS Play Radio, con l'obiettivo di trasformarla in Virgin Radio.
L'operazione si rivelò efficace, consentendo un ulteriore passo verso l'affermazione del polo: nel giugno 2009, il Gruppo Finelco, con le sue tre emittenti (105, RMC e Virgin), divenne il primo gruppo radiofonico italiano per numero medio di ascoltatori, superando gli 8 000 000. La collaborazione con RCS proseguì negli anni successivi, traducendosi, in particolare con Radio Monte Carlo, in un potenziamento dell'offerta di contenuti informativi con la presenza in palinsesto di trasmissioni e rubriche realizzate in collaborazione con giornalisti e personalità di Corriere della Sera e Gazzetta dello Sport, oltre ad altre iniziative commerciali e di marketing. 
Nel 2015 i vertici di RCS Mediagroup decisero di avviare un piano di dismissione delle attività non direttamente legate all'editoria, includendo anche la quota di partecipazione del 44,45% del Gruppo Finelco. Hazan avviò una trattativa con il Gruppo Mediaset che nel 2015 acquisì una quota minoritaria, fino alla cessione nel 2016 di tutte le sue partecipazioni, trattenendo solamente RMC Italia. Per la radio italiana del Principato di Monaco si aprì una fase di riorganizzazione: affidandosi a Mediamond per la pubblicità, restò autonoma sul piano editoriale e avviò un percorso di riorganizzazione musicale e dei contenuti per posizionarsi come radio di infotainment, strategia che portò a un incremento di oltre 400 000 ascoltatori in meno di tre anni. La redazione giornalistica, diretta da Claudio Micalizio e composta da un gruppo di professionisti provenienti da Finelco e da una rete di corrispondenti dall'Italia e dall'estero, produsse 15 notiziari quotidiani a cadenza oraria, oltre a programmi di approfondimento e rubriche su tematiche specifiche.
Contemporaneamente, pochi mesi dopo, Hazan lanciò in partnership con Triboo e TUTTOmercatoWEB una nuova emittente in FM e sul web: la Rmc Sport. L'aumento della concorrenza la dinamicità del mercato pubblicitario favorì le aggregazioni editoriali: nel 2018 anche RMC Italia fu ceduta a Mediaset, mentre la concessione per l'uso del marchio "Radio Monte Carlo" per l'Italia rimase di proprietà di Radio Monte Carlo Network.
Attualmente, Alberto Hazan prosegue la sua attività nel settore radiofonico attraverso MC 2,  un gruppo di 14 radio digitali online, e detiene i diritti mondiali di Radio Monte Carlo International per la diffusione del marchio RMC nel mondo.

## Progetti e campagne di rilevanza sociale
Hazan considerò le radio non solamente come contenitori di musica e pubblicità, pur mantenendo l'intrattenimento come mission primaria delle emittenti del gruppo, attribuì importanza all'informazione e al ruolo dei media nel veicolare i contenuti di rilevanza sociale. Radio 105, Radio Monte Carlo e Virgin Radio, ad esempio, offrirono gratuitamente gli spazi per le campagne di sensibilizzazione promosse dalle organizzazioni benefiche e ONLUS, talvolta creando rubriche specifiche con la partecipazione di testimonial ed esperti o sostenendo eventi dedicati. Hazan dimostrò inoltre attenzione verso le tematiche ambientali: in riconoscimento del suo impegno pluriennale, il 6 marzo 2012, presso la sede milanese del Gruppo Finelco, il Principe Alberto II di Monaco presenziò alla firma di una partnership con i rappresentanti italiani della Fondazione Prince Albert II per la salvaguardia dei mari e del pianeta. L'accordo prevedeva lo sviluppo di una serie di iniziative di comunicazione, programmi e rubriche incentrate su temi ambientali, destinati alla diffusione attraverso le emittenti radiofoniche del gruppo.
Negli anni, Alberto Hazan partecipò attivamente alla fondazione e sostegno dell'"Associazione L'Amico Charly  - ONLUS" con sede a Milano e in vari centri italiani, dedicata alla prevenzione del disagio giovanile attraverso progetti educativi, formativi, di assistenza e di sostegno per adolescenti. Per  tale associazione fu ideata e attivata la web-radio Radio Charly. Altra importante iniziativa fu la costituzione dell'"Associazione Pronto Fido" e della webradio "Radio Bau" finalizzate alla promozione della sensibilità verso il mondo animale, con attività operative di tutela e cura degli animali domestici su tutto il territorio nazionale. Grazie alla sinergia editoriale con le emittenti del gruppo Finelco, l'associazione promosse negli anni numerose campagne di sensibilizzazione sociale, anche in collaborazione con le forze dell'ordine come nel caso dell'iniziativa "Io l'ho visto" contro l'abbandono dei cani in autostrada.

## Riconoscimenti

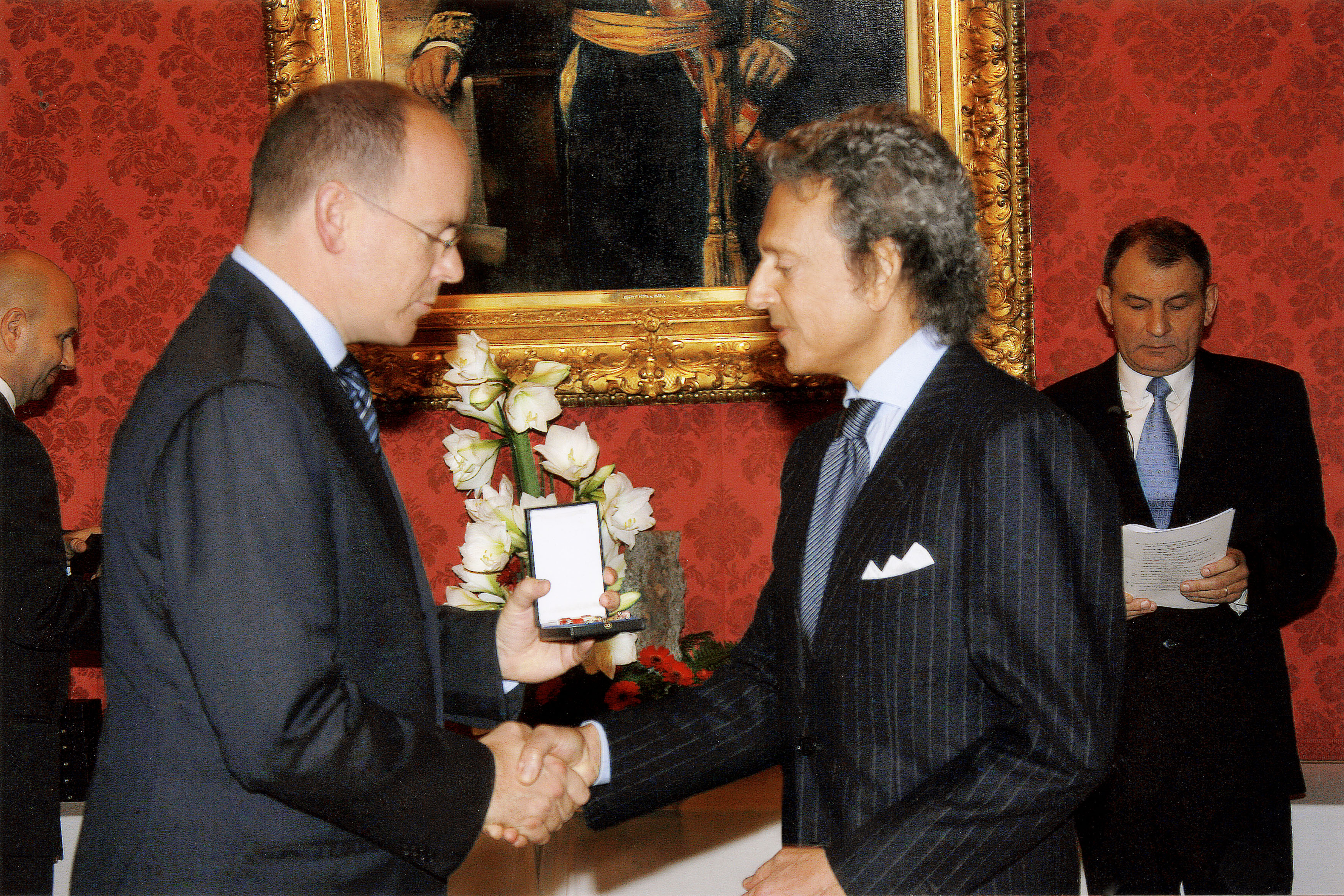
Alberto Hazan e S.A.S. Principe Alberto II di Monaco

Figura riservata, Alberto Hazan non ricercò mai la notorietà o le celebrazioni ufficiali. La crescita del gruppo radiofonico e i successi ottenuti in ambito internazionale gli valsero importanti riconoscimenti. Nel 2006 fu insignito dal Principe Alberto II di Monaco del titolo di Cavaliere dell'Ordine di San Carlo.
Sempre nel 2006, il Museo della Scienza e della Tecnica "Leonardo da Vinci" di Milano dedicò a Radio 105, unica emittente insieme alla Rai, uno spazio espositivo permanente all'interno della sezione "emittenti radiofoniche" ricostruendo il suo primo studio di trasmissione del 1976. Questa decisione riconobbe l'attività all'avanguardia di Radio 105 e di Alberto Hazan, il quale, attraverso la sua iniziativa e la sua proposta culturale di diffusione musicale rivolta a un ampio pubblico, con particolare attenzione alla musica internazionale, contribuì a influenzare la storia del costume italiano negli ultimi tre decenni.